# San Cristóbal de La Laguna

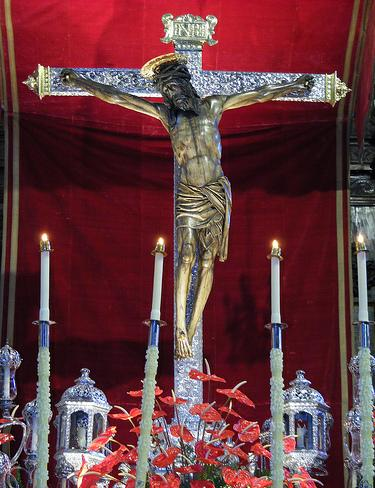
Santísimo Cristo de La Laguna

San Cristóbal de La Laguna, comunemente chiamato La Laguna, è un comune spagnolo di 144 347 abitanti (2007) situato nella comunità autonoma delle Canarie, a circa dieci chilometri dalla capitale Santa Cruz de Tenerife, sull'isola di Tenerife. Era l'antica capitale delle Isole Canarie. La Laguna è sede della diocesi nivariense ed è considerata la capitale culturale delle Isole Canarie.

## Storia
In tempi aborigeni, la valle di Aguere (dove la città si estende ora) e soprattutto il grande lago che era in questo luogo, era un luogo di pellegrinaggio per gli aborigeni dell'isola, i Guanci. La battaglia di Aguere fu combattuta qui nel 1494. La città è stata fondata tra il 1496 e il 1497 da Alonso Fernández de Lugo e fu la capitale dell'arcipelago dopo la conquista delle isole. Nel 1582, la città subì una virulenta epidemia di peste nera che causò tra 5 000 e 9 000 morti.
La conformazione della città, le sue strade e il suo ambiente sono elementi in comune con città coloniali in America: La Habana Vieja e Cuba, Lima in Perù, Cartagena de Indias in Colombia, o San Juan di Porto Rico. Il piano urbanistico della città di La Laguna è stato preso a modello da queste città latinoamericane. L'Università di La Laguna è stata la prima università delle Canarie, è stata fondata nel 1701.
Nel corso del XVIII secolo la città vive il declino della popolazione e dell'economia a vantaggio di quella che sarà la nuova capitale: Santa Cruz de Tenerife. Esattamente a partire dal 1723 Santa Cruz diviene la capitale dell'isola di Tenerife e l'unica capitale delle Isole Canarie fino al 1927, anno in cui condividerà questo ruolo con Las Palmas de Gran Canaria. Nel 1999 la città di La Laguna è stata dichiarata Patrimonio dell'umanità dall'UNESCO.

## Monumenti e luoghi d'interesse
Il centro storico possiede edifici che vanno dal XVI al XIX secolo fra i quali: il Palacio de Nava, la Casa de los Capitanes Generales (entrambi del XVII secolo) e la Cattedrale de La Laguna, che, pur essendo del XVI secolo, ha subito successivamente aggiunte e riforme di vario tipo. Altri pregevoli edifici sono la Iglesia de la Concepción, del XVI secolo, e la Casa Lercaro, adibita a Museo. È un importante luogo di culto anche il Real Santuario del Santísimo Cristo de La Laguna. Nel Convento di Santa Catalina de Siena è conservato il corpo incorrotto della suora María de León Bello y Delgado, religiosa spagnola cattolica, conosciuta come "La Siervita" e "Sor María de Jesús" (Suor Maria di Gesù) la cui vita, semplice e austera, fu caratterizzata da fenomeni ritenuti miracolosi, tra cui: levitazioni, estasi, bilocazioni, ipertermie, stigmate e chiaroveggenza. Degna di nota è anche la Casa Anchieta, che è il luogo di nascita di San José de Anchieta, considerato dalla Chiesa cattolica l'Apostolo del Brasile. La Chiesa di Santo Domingo de Guzmán è una delle più antiche della città, al suo interno si trova la tomba del famoso corsaro Amaro Pargo.
Recentemente sono state ritrovate diverse gallerie, cunicoli e volte sotterranee, risalenti al periodo immediatamente successivo alla nascita della città. Questi tunnel son stati scoperti anche in edifici molto rappresentativi come la Iglesia de la Concepción, la Cattedrale de La Laguna e l'ex Convento di San Agustín. I ricercatori ritengono che l'attuale città di La Laguna non sia allo stesso livello del suolo come al momento della sua fondazione. In alcuni luoghi si trova a più di un metro dal livello originario. A quanto pare è stata utilizzata una diffusa abitudine europea (come ad esempio è avvenuto a Roma) di scegliere la via più economica per costruire distruggendo e ricoprendo ciò che preesisteva.

## Cultura
La Laguna ospita varie facoltà, dislocate in diversi campus (Guajara, Anchieta e Campus central), oltre al polo di medicina nei pressi dell'ospedale. Il campus appartiene all'Università di La Laguna che è la più antica università nelle isole Canarie e che nel 2015 è entrata nella classifica delle principali 500 università nel mondo dall'Istituto di Istruzione di Shanghai. Inoltre, secondo il Centro di Studi di Scienze e Tecnologie dell'Università di Leida, l'Università di La Laguna è la prima università spagnola in collaborazione scientifica.
Dato l'elevato numero di studenti la vita serale è molto movimentata e si concentra in una zona centrale della città chiamata in gergo "l cuadrilátero, dove sono presenti numerosi pub e bar. A San Cristóbal de La Laguna si trova anche il Museo della Scienza e del Cosmo, considerato uno dei più importanti del suo genere in Spagna.
La Laguna è spesso soprannominata la "Firenze delle Isole Canarie" per il gran numero di chiese e conventi, oltre che per la città vecchia e i suoi edifici storici. Altro motivo del soprannome è il fatto che la città è stata la culla di diversi movimenti artistici e culturali poi esportati nel resto dell'arcipelago. Ciò favorì in particolare l'emergenza, soprattutto nel periodo barocco (XVII-XVIII secolo) di notevoli scultori, pittori e architetti che esercitavano la loro professione in città e talvolta esportavano le loro opere nel resto dell'arcipelago. La città è famosa per la celebrazione della Settimana Santa, che è la più importante e famosa delle isole Canarie.
Importanti figure storiche della città erano: Amaro Pargo, uno dei più famosi corsari spagnoli nell'età d'oro della pirateria e José de Anchieta, santo cattolico, missionario e fondatore delle città di San Paolo e Rio de Janeiro.

## Infrastrutture e trasporti
La città di San Cristóbal de La Laguna è sede dell'aeroporto di Tenerife Los Rodeos, distante circa due chilometri dal centro. A La Laguna è l'Hospital Universitario de Canarias, uno dei più importanti dell'arcipelago.
È inoltre servita dalle due linee tranviarie della rete dell'area metropolitana di Santa Cruz:
- la 1, che collega il quartiere Trinidad con Plaza de España della vicina città di Santa Cruz de Tenerife.
- la 2, che collega il quartiere La Cuesta con Tincer di Santa Cruz.

## Sport
In città ha sede la squadra di basket Club Baloncesto Canarias che ha disputato numerosi campionati nella massima divisione spagnola e conquistato trofei internazionali.

## Feste
Nel comune si tengono diverse celebrazioni. I principali sono:
- Cristo de La Laguna: 14 settembre. Con la processione dell'immagine del Santo Cristo per le strade. È la festa più importante del comune, con il Cristo de La Laguna una delle immagini religiose più venerate nelle Isole Canarie.[8]
- Romería de San Benito Abad: 2ª domenica di luglio. È il pellegrinaggio più rappresentativo delle Isole Canarie,[9] frequentato da gruppi provenienti da tutti gli angoli dell'arcipelago.
- Corpus Domini: 60 giorni dopo la domenica di Pasqua. È considerata la più antica processione religiosa dell'arcipelago.[10]
- Settimana santa: 40 giorni dopo la Quaresima. È la più grande e importante celebrazione della Settimana Santa nelle Isole Canarie.[11]